# Volkswagen Schwimmwagen
A Volkswagen Schwimmwagen (más néven Typ 166) a második világháború alatt készült német gyártmányú úszó csapatszállító volt. A valaha is legnagyobb példányszámban készült kétéltű gépkocsiból 1942 és 1944 között 14 265 példány készült el. Alapját a Volkswagen Kübelwagen képezte. 

## Képgaléria

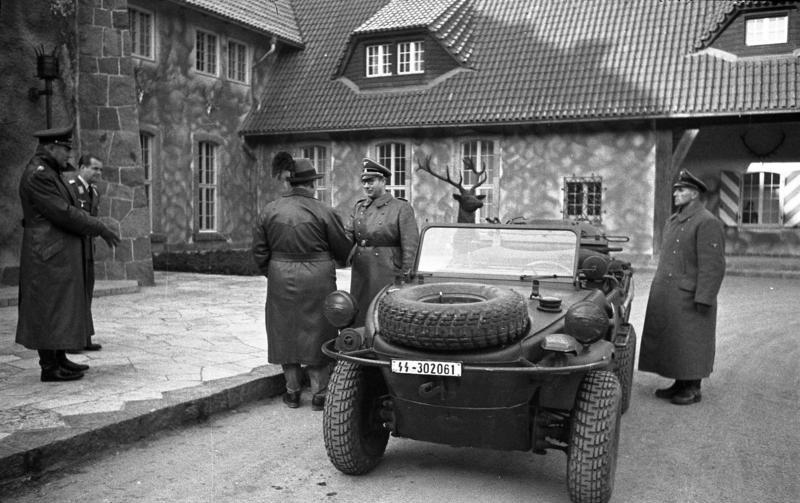
Hermann Göring egy Schwimmwagennel
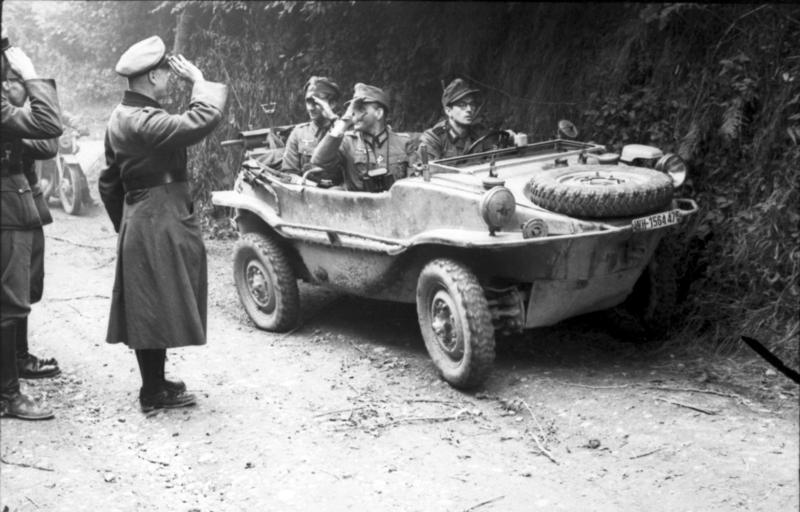
Német tisztek 1944-ben Franciaországban egy  Schwimmwagennel
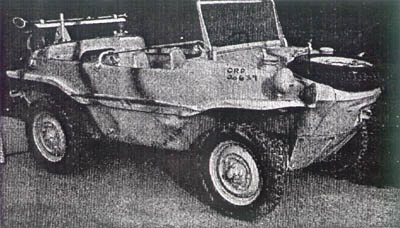
A Schwimmwagen az Intelligence Bulletin 1944. decemberi számából
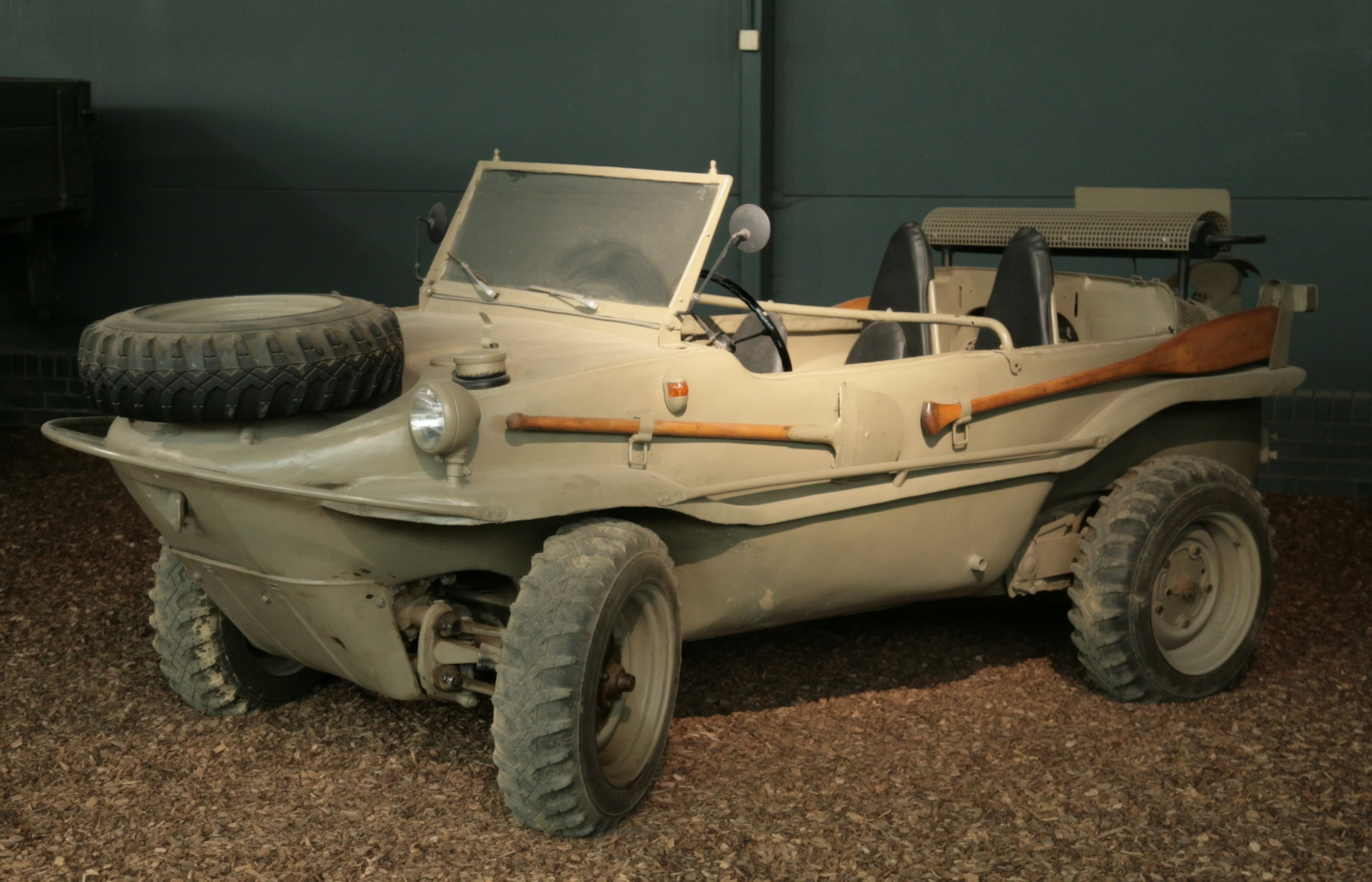
Schwimmwagen a duxfordi Imperial War Museumban
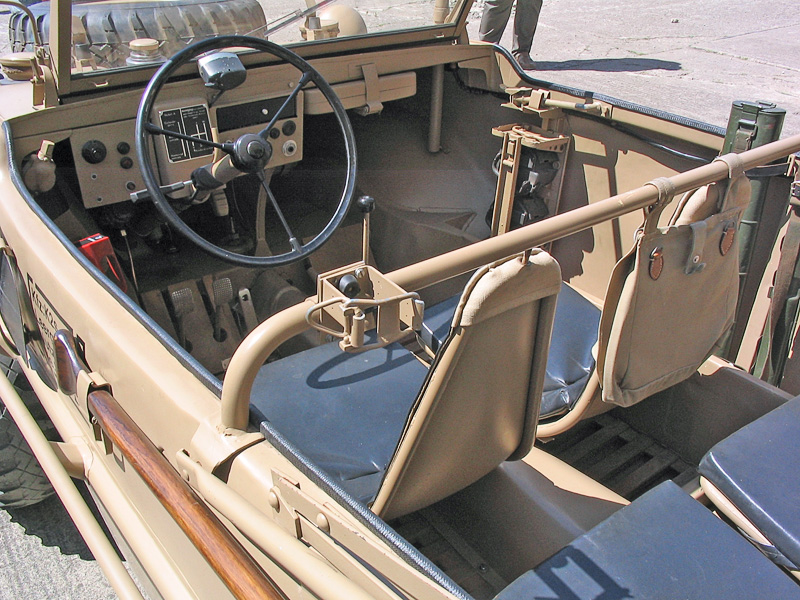
Egy Schwimmwagen belső nézete
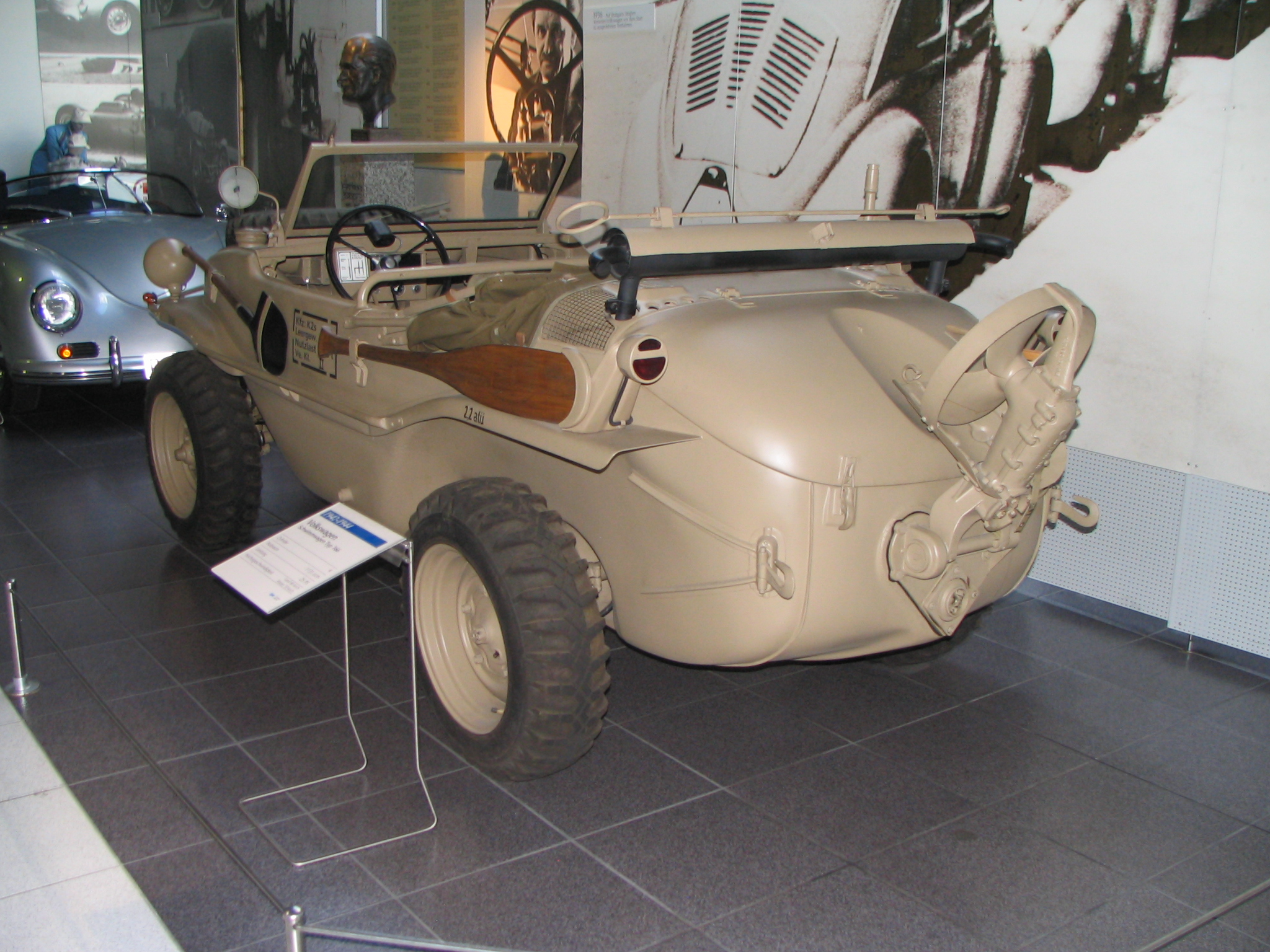
Schwimmwagen Typ 166
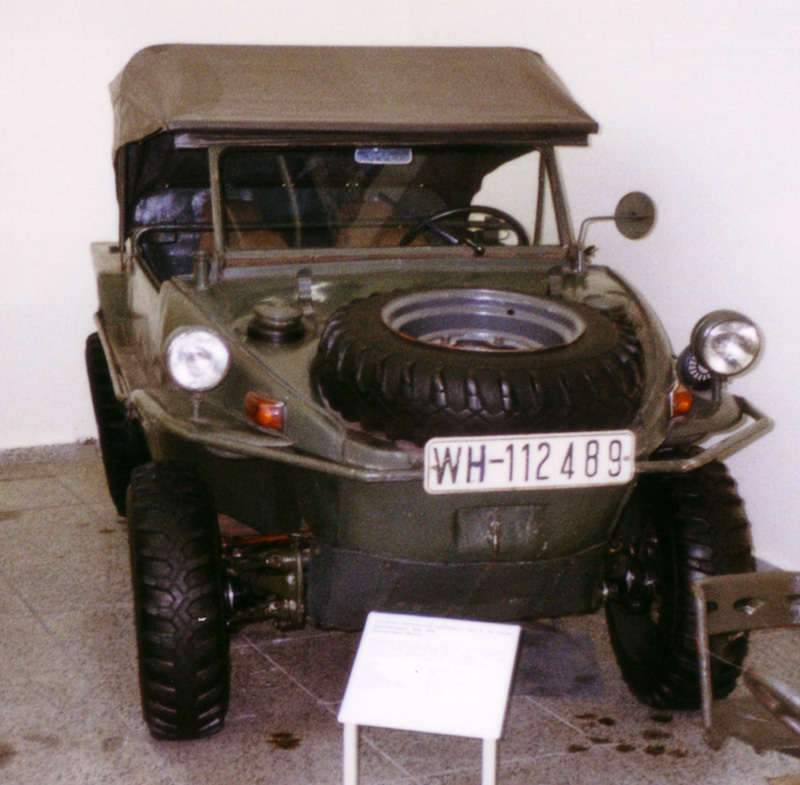
Schwimmwagen egy drezdai múzeumban
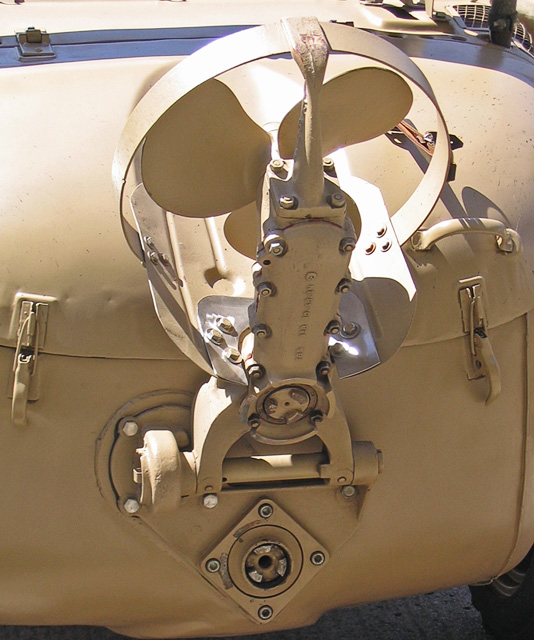
A Schwimmwagen propellerének részlete
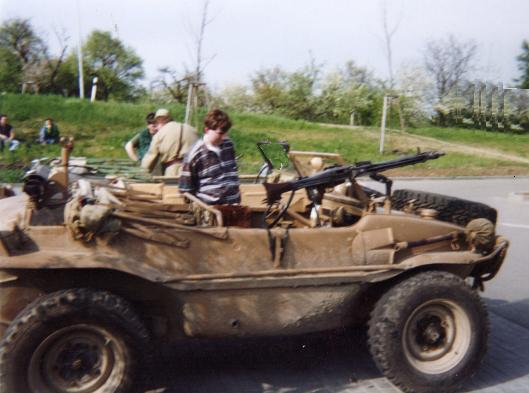
Schwimmwagen
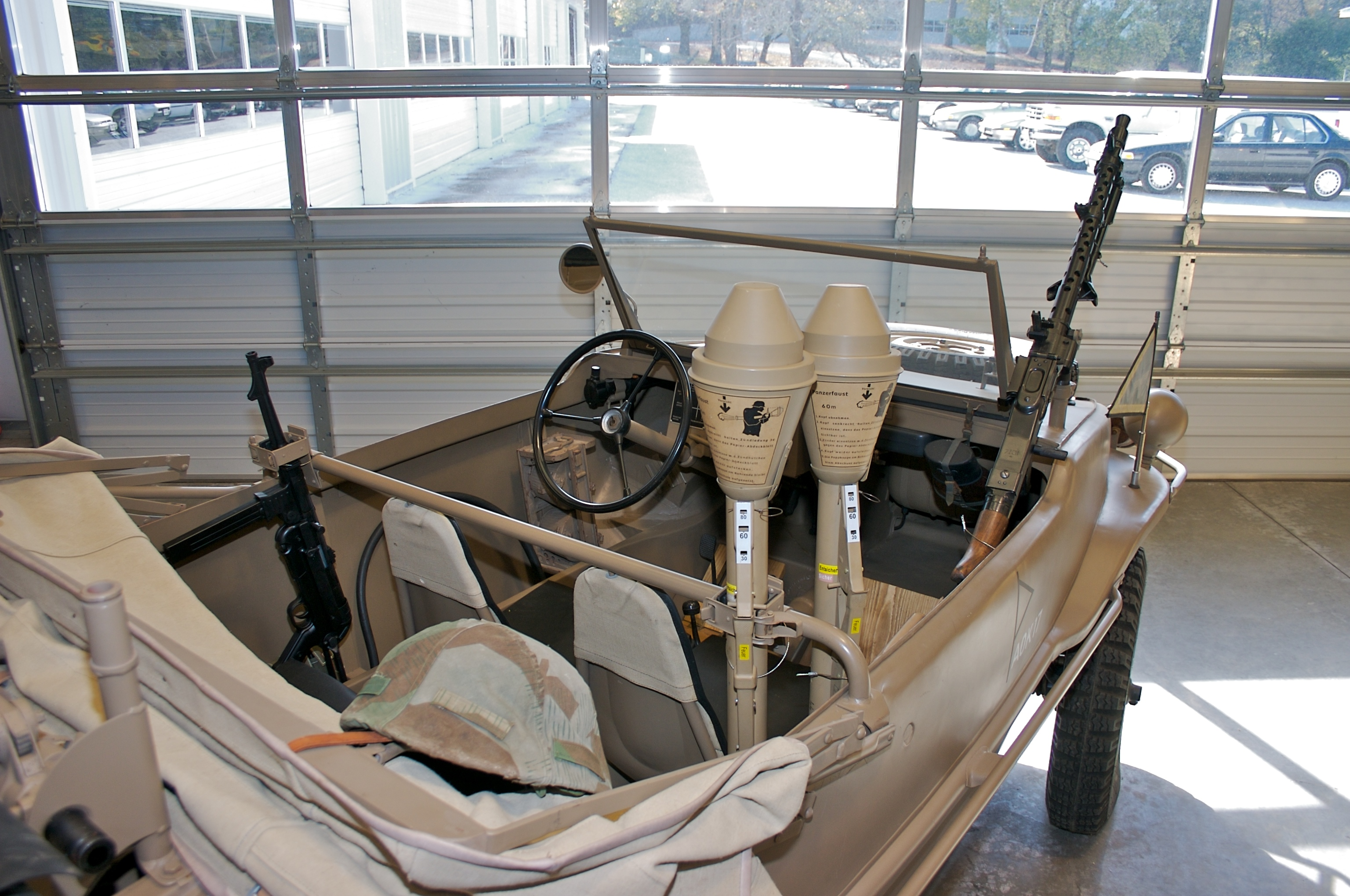
Schwimmwagen  Panzerfaust tankelhárító fegyverrel megrakva
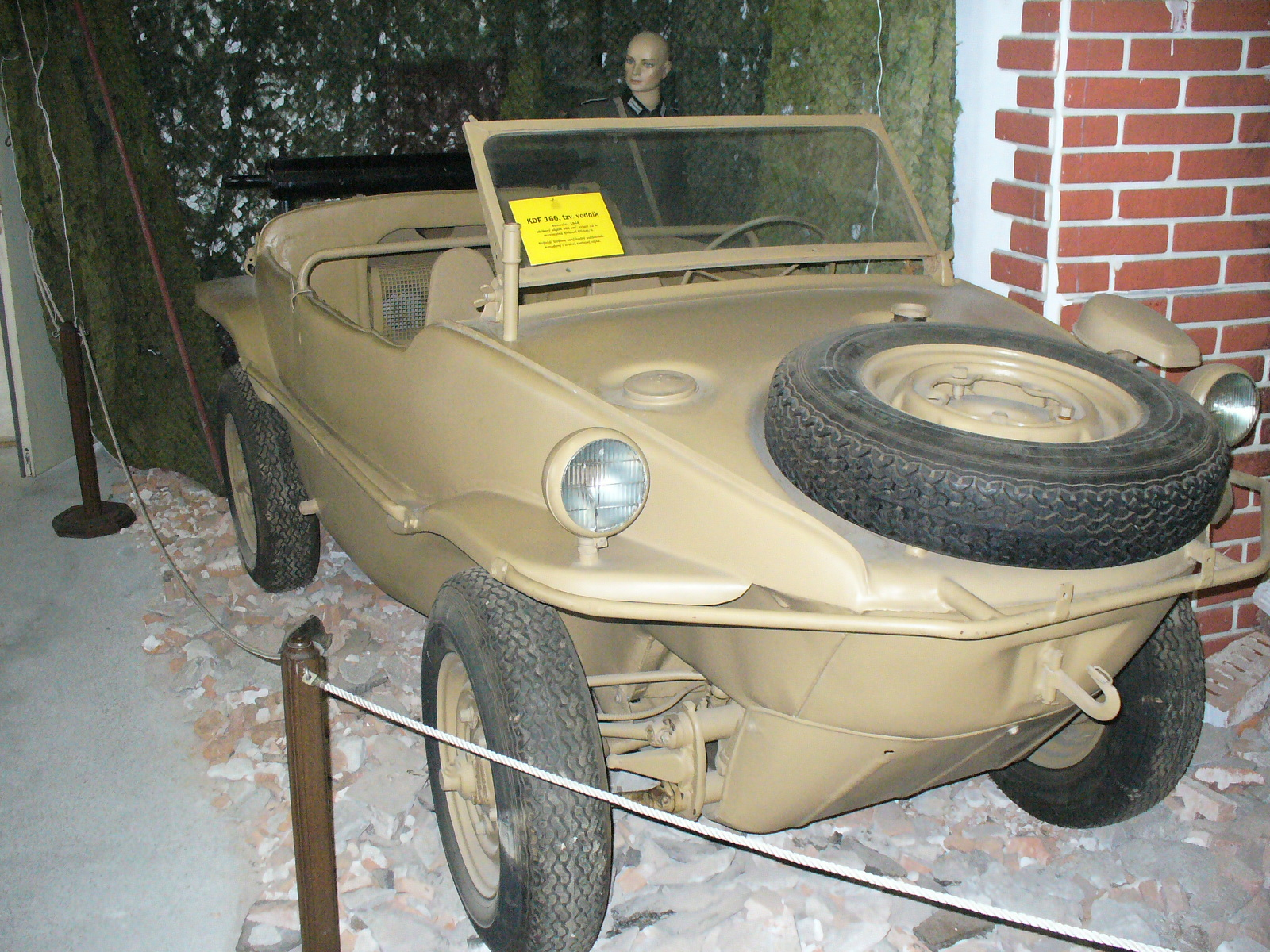
Schwimmwagen Typ 166 a pozsonyi közlekedési múzeumban
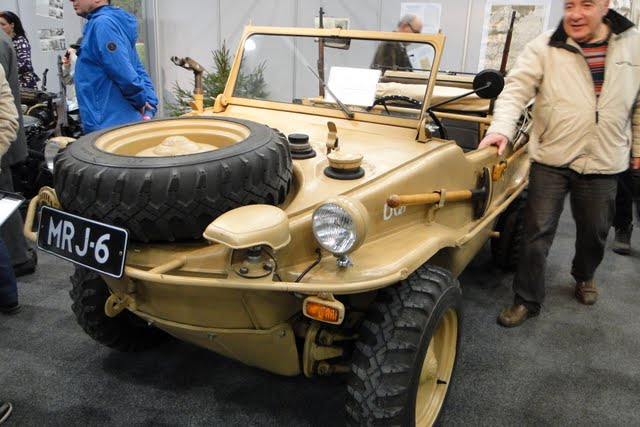
Schwimmwagen a  Lahti Motorshow-n